# Kozłów (condado de Garwolin)
Kozłów es un pueblo de Polonia situado en el voivodato de Mazovia. Según el censo de 2011, tiene una población de 245 habitantes.
Está ubicado en el municipio (gmina) de Parysów, en el distrito (powiat) de Garwolin, aproximadamente a 3 km al norte de Parysów, 11 km al norte de Garwolin y a 54 km al sureste de Varsovia.